# Nội các Brunei
Nội các Brunei là cơ quan hành pháp của Quốc gia Brunei. Tính đến ngày 22 tháng 10 năm 2015, Nội các chính quyền Brunei Darussalam bao gồm:

## Bộ trưởng
| Chức vụ                                                                                               | Kiêm nhiệm | Chân dung |  |
| --- | --- | --- |  |
| Sultan Thủ tướng Bộ trưởng Bộ Tài chính Bộ trưởng Bộ Quốc phòng Bộ trưởng Bộ Ngoại giao và Thương mại | Quốc vương Kebawah Duli Yang Maha Mulia Paduka Seri Baginda Sultan Haji Hassanal Bolkiah Mu'izzaddin Waddaulah ibni Al-Marhum Sultan Haji Omar Ali Saifuddien Sa'adul Khairi Waddien | |  |
| Bộ trưởng Cao cấp                                                                                     | Hoàng Thái tử Duli Yang Teramat Mulia Paduka Seri Pengiran Muda Mahkota Haji Al-Muhtadee Billah Ibni Sultan Haji Hassanal Bolkiah Mu'izzaddin Waddaulah                              | |  |
| Bộ trưởng Bộ Giáo dục                                                                                 | Haji Suyoi bin Haji Osman | |  |
| Bộ trưởng thứ 2 Bộ Tài chính                                                                          | Haji Abdul Rahman bin Haji Ibrahim | |  |
| Bộ trưởng thứ 2 Bộ Ngoại giao và Thương mại                                                           | Lim Jock Seng | |  |
| Bộ trưởng Bộ Tôn giáo                                                                                 | Haji Awang Badaruddin bin Haji Awg Othman | |  |
| Bộ trưởng Bộ Tài nguyên thiên nhiên và Du lịch                                                        | Haji Ali bin Haji Apong | Dato Paduka Haji Ali bin Haji Apong, Minister of Primary Resources and Tourism of Brunei at the ASEAN Tourism Forum 2019 in Ha Long Bay, Viet Nam; organised by TTG Events, Singapore |  |
| Bộ trưởng Bộ Thông tin                                                                                | Haji Awang Mustappa bin Haji Sirat | |  |
| Bộ trưởng Bộ Nội vụ                                                                                   | Haji Awang Abu Bakar bin Haji Apong | |  |
| Bộ trưởng Bộ Y tế                                                                                     | Haji Zulkarnain bin Haji Hanafi | |  |
| Bộ trưởng Bộ Phát triển                                                                               | Haji Bahrin bin Abdullah | |  |
| Bộ trưởng Bộ Văn hóa, Thanh niên và Thể thao                                                          | Thiếu tướng Haji Halbi bin Haji Mohd Yussof | |  |
| Bộ trưởng Bộ Năng lượng và Công nghiệp                                                                | Đại tá Haji Mohammad Yasmin bin Haji Umar | |  |

## Thứ trưởng
| Chức vụ                             | Kiêm nhiệm                                                   | Chân dung |
| ----------------------------------- | ------------------------------------------------------------ | --------- |
| Thứ trưởng, Văn phòng Phủ Thủ tướng | Dato Paduka Haji Hamdan bin Haji Abu Bakar                   |           |
| Thứ trưởng, Văn phòng Phủ Thủ tướng | Dato Paduka Haji Muhammad Roselan bin Haji Muhammad Daud     |           |
| Thứ trưởng Bộ Quốc phòng            | Đô đốc Dato Seri Pahlawan Abdul Aziz bin Haji Muhammad Tamit |           |
| Thứ trưởng Bộ Tài chính             | Dato Paduka Haji Hisham bin Haji Muhammad Hanifah            |           |
| Thứ trưởng Bộ Tài chính             | Dato Paduka Dr Haji Muhammad Amin Liew bin Abdullah Liew     |           |
| Thứ trưởng Bộ Giáo dục              | Pg Dato Paduka Haji Bahrom bin Haji Bahar                    |           |
| Thứ trưởng Bộ Tôn giáo              | Dato Paduka Haji Abdul Mokti bin Haji Daud                   |           |
| Thứ trưởng Bộ Phát triển            | Dato Paduka Haji Suhaimi bin Haji Abdul Gafar                |           |

## Ngang Bộ trưởng
Tính đến 22 tháng 10 năm 2015, Mufti và Tổng Chưởng lý đều là thành viên của Nội các.
| Chức vụ        | Bộ trưởng                               |
| -------------- | --------------------------------------- |
| Mufti          | Haji Abdul Aziz bin Juned               |
| Tổng Chưởng lý | Hajah Hayati binti Haji Mohammad Salleh |